# Tales (серия игр)
Tales (яп. テイルズ Тэйрудзу) — серия японских ролевых видеоигр, а также медиафраншиза компании Namco. Первая игра серии, Tales of Phantasia, была выпущена в декабре 1995 года эксклюзивно для игровой приставки SNES. На настоящий момент франшиза включает более десяти игр основной серии, более пятнадцати спин-оффов, четыре аниме и другие продукты. На декабрь 2007 года игры серии были проданы общим тиражом более 10 миллионов копий.

## Главные особенности
Игры серии имеют общий сюжет, но связаны они между собой мелкими деталями, и в истории проходит тысячелетия и поэтому мир забывает прежних героев, и каждый раз рассказывают новую историю с новыми персонажами, действие которой происходит в том же мире или на другой планете, которая тоже является каноничной. Особенностью серии является аркадная боевая система, несколько напоминающая файтинги. Сражения происходят в реальном времени, игрок управляет одним из героев и может атаковать противника оружием и блокировать атаки щитом, а также выполнять различные специальные атаки и использовать магию. В любой момент битвы игрок волен приостановить битву и включить меню, чтобы использовать необходимый предмет, дать команду управляемым ИИ персонажам, сменить тактику, выбрать цель или сбежать с поля боя.

## Разработка
Первая игра серии была разработана студией Wolf Team компании Telnet Japan. После выхода игры большая часть работавших над ней сотрудников покинула компанию и основала tri-Ace, разработавшую игры серии Star Ocean, использующую ряд идей из Tales of Phantasia, и Valkyrie Profile.

## Игры

### Основная серия
| #  | Название           | Год  | Платформа            | Примечания                                     |
| -- | ------------------ | ---- | -------------------- | ---------------------------------------------- |
| 1  | Tales of Phantasia | 1995 | SNES                 |                                                |
| 1  | Tales of Phantasia | 1998 | PlayStation          |                                                |
| 1  | Tales of Phantasia | 2003 | GBA                  |                                                |
| 1  | Tales of Phantasia | 2006 | PlayStation Portable | Переиздание как «Full Voice Edition»           |
| 1  | Tales of Phantasia | 2010 | Мобильный телефон    |                                                |
| 1  | Tales of Phantasia | 2010 | PlayStation Portable | Переиздание как «Cross Edition» или «XE»       |
| 1  | Tales of Phantasia | 2013 | iOS                  |                                                |
| 2  | Tales of Destiny   | 1997 | PlayStation          |                                                |
| 2  | Tales of Destiny   | 2006 | PlayStation 2        |                                                |
| 2  | Tales of Destiny   | 2008 | PlayStation 2        | Переиздание как «Director’s Cut»               |
| 3  | Tales of Eternia   | 2000 | PlayStation          |                                                |
| 3  | Tales of Eternia   | 2005 | PlayStation Portable |                                                |
| 4  | Tales of Destiny 2 | 2002 | PlayStation 2        |                                                |
| 4  | Tales of Destiny 2 | 2007 | PlayStation Portable |                                                |
| 5  | Tales of Symphonia | 2003 | GameCube             |                                                |
| 5  | Tales of Symphonia | 2004 | PlayStation 2        |                                                |
| 5  | Tales of Symphonia | 2013 | PlayStation 3        |                                                |
| 5  | Tales of Symphonia | 2016 | PC (Windows)         | Порт HD-переиздания с PlayStation 3            |
| 5  | Tales of Symphonia | 2023 | Nintendo Switch      |                                                |
| 5  | Tales of Symphonia | 2023 | PlayStation 4        |                                                |
| 5  | Tales of Symphonia | 2023 | Xbox One             |                                                |
| 6  | Tales of Rebirth   | 2004 | PlayStation 2        |                                                |
| 6  | Tales of Rebirth   | 2008 | PlayStation Portable |                                                |
| 7  | Tales of Legendia  | 2005 | PlayStation 2        |                                                |
| 8  | Tales of the Abyss | 2005 | PlayStation 2        |                                                |
| 8  | Tales of the Abyss | 2011 | 3DS                  |                                                |
| 9  | Tales of Innocence | 2007 | Nintendo DS          |                                                |
| 9  | Tales of Innocence | 2012 | PlayStation Vita     |                                                |
| 10 | Tales of Vesperia  | 2008 | Xbox 360             |                                                |
| 10 | Tales of Vesperia  | 2009 | PlayStation 3        | Расширенная версия                             |
| 10 | Tales of Vesperia  | 2019 | PlayStation 4        | Переиздание как «Definitive Edition»           |
| 10 | Tales of Vesperia  | 2019 | Xbox One             | Переиздание как «Definitive Edition»           |
| 10 | Tales of Vesperia  | 2019 | Nintendo Switch      | Переиздание как «Definitive Edition»           |
| 10 | Tales of Vesperia  | 2019 | ПК (Windows)         | Переиздание как «Definitive Edition»           |
| 11 | Tales of Hearts    | 2008 | Nintendo DS          |                                                |
| 11 | Tales of Hearts    | 2013 | PlayStation Vita     | Переиздание как «Tales of Hearts R»            |
| 11 | Tales of Hearts    | 2013 | iOS                  | Переиздание как «Tales of Hearts R»            |
| 12 | Tales of Graces    | 2009 | Wii                  |                                                |
| 12 | Tales of Graces    | 2010 | PlayStation 3        | Переиздание как «Tales of Graces ƒ»            |
| 12 | Tales of Graces    | 2025 | ПК (Windows)         | Переиздание как «Tales of Graces ƒ Remastered» |
| 13 | Tales of Xillia    | 2011 | PlayStation 3        |                                                |
| 14 | Tales of Xillia 2  | 2012 | PlayStation 3        |                                                |
| 15 | Tales of Zestiria  | 2015 | PlayStation 3        | Вышла одновременно с PS4-версией               |
| 15 | Tales of Zestiria  | 2015 | PlayStation 4        |                                                |
| 15 | Tales of Zestiria  | 2015 | ПК (Windows)         | Вышла на день раньше, чем другие версии        |
| 16 | Tales of Berseria  | 2017 | PlayStation 3        |                                                |
| 16 | Tales of Berseria  | 2017 | PlayStation 4        |                                                |
| 16 | Tales of Berseria  | 2017 | ПК (Windows)         |                                                |
| 17 | Tales of Arise     | 2021 | PlayStation 4        |                                                |
| 17 | Tales of Arise     | 2021 | PlayStation 5        |                                                |
| 17 | Tales of Arise     | 2021 | Xbox One             |                                                |
| 17 | Tales of Arise     | 2021 | Xbox Series X/S      |                                                |
| 17 | Tales of Arise     | 2021 | ПК (Windows)         |                                                |

### СерияTales of the World
- 2000 — Tales of Phantasia: Narikiri Dungeon (Game Boy Color)
- 2002 — Tales of the World: Narikiri Dungeon 2 (Game Boy Advance)
- 2003 — Tales of the World: Summoner’s Lineage (Game Boy Advance)
- 2005 — Tales of the World: Narikiri Dungeon 3 (Game Boy Advance)
- 2006 — Tales of the World: Radiant Mythology (PlayStation Portable)
- 2009 — Tales of the World: Radiant Mythology 2 (PlayStation Portable)
- 2010 — Tales of Phantasia: Narikiri Dungeon X (PlayStation Portable)
- 2011 — Tales of the World: Radiant Mythology 3 (PlayStation Portable)
- 2012 — Tales of the World: Dice Adventure (браузер)
- 2012 — Tales of the World: Tactics Union (Android)
- 2013 — Tales of the World: Tactics Union (iOS)

### СерияTales of Mobile
- Craymel Check
- Tales of Mobile: Craymel Lab
- Tales of Mobile: Groovy Arche
- Tales of Mobile: Klondike
- Tales of Mobile: Reversi
- Tales of Mobile: Scramble Land
- Tales of Mobile: Tales of Breaker
- Tales of Mobile: Tales of Commons
- Tales of Mobile: Tales of Quiz
- Tales of Mobile: Tales of Tactics
- Tales of Mobile: Tales of Wahrheit
- Tales of Mobile: Tales of Wonder Casino
- Tales of Mobile: Whis Battle
- Tales of the Abyss: Mieu no Daibouken
- Tales of the Abyss: Mieu no Fonic Gojiten
- Tales of the Abyss: Mieu no Jikkenshitsu?
- Tales of the World: Material Dungeon
- Tales of VS. for Mobile
- Tales of the Rays
- Tales of Crestoria
- Tales of Luminaria

### Остальные игры
- 2002 — Tales of Fandom Vol.1 (PlayStation)
- 2006 — Tales of Eternia Online (Windows)
- 2006 — Tales of the Tempest (Nintendo DS)
- 2007 — Tales of Fandom Vol.2 (PlayStation 2)
- 2008 — Tales of Symphonia: Dawn of the New World (Wii)
- 2009 — Tales of VS. (PlayStation Portable)
- 2012 — Tales of the Heroes: Twin Brave (PlayStation Portable)
- 2013 — Tales of Symphonia: Dawn of the New World (PlayStation 3)
- 2013 — Tales of Symphonia Chronicles (PlayStation 3)
- 2013 — Tales of Bibliotheca (iPhone / iPod, Android)
- 2014 — Tales of Link (iOS, Android)
- 2014 — Tales of Asteria (iOS, Android)
- 2016 — Tales of Kizna